# Oghuzer
Oghuzturkarna är en av de historiska huvudgrenarna av turkfolken. De är förfäder till dagens sydvästliga turkfolk, bland vilka står att finna azerer, turkar, gagauzer, turkmener, qashqai, irakiska turkmener och khorasanturkar med flera, sammanlagt cirka 90 miljoner människor i Västasien och Östeuropa, talandes sydvästturkiska (alternativt oghuziska) språk. 
En del av oghuzturkarna har sitt ursprung i federationer av turkiska stammar i 600-talets Centralasien.
Enligt Mahmud al-Kashgari, en uighur-historiker från staden Kashgar i nuvarande kinesiska Xinjiang (han skrev den första turkiska uppslagsboken/ordboken år 1072) bestod oghuzturkarna av 24 stammar och han har gett omfattande information om dem i sin bok.
I folkvandringar från 800-talet till 1100-talet spreds oghuzstammarna. En del begav sig västerut till de sydryska stäpperna, andra tog sig söderut via Transoxanien till nuvarande Iran och Främre Asien där oghuz-seldjukerna på 1000-talet grundade ett rike. Dessa konverterade från den tidigare traditionella turkiska schamanismen och judendomen till islam. Oghuzstammarna blandade sig med de äldre turkiska stammarna som sedan tusentals år tillbaka bodde i västra Iran (Azerbajdzjan), Kaukasien och Anatolien och spelade en viktig roll i formningen av de turkiska folken i dagens Turkiet, Azerbajdzjan, samt i nordvästra, nordöstra och södra Iran.
Moderna folk som talar oghuzturkspråk är huvudsakligen turkar i Turkiet, azerier i republiken Azerbajdzjan och i azerbajdzjanska områden i Iran, turkmener i Turkmenistan, Iran och Irak, qashqaier i södra Iran i provinsen Fars (Persien). 